# Лудвиг VIII фон Ринек
Лудвиг VIII (V) фон Ринек-Ротенфелс Млади (на немски: Ludwig VIII (V) von Rieneck-Rothenfels; † 3 юли 1333) е граф на Ринек-Ротенфелс.

## Произход
Той е вторият син на граф Лудвиг VI фон Ринек (III) († 1291) и съпругата му Уделхилд (Аделхайд) фон Грумбах († 1300), дъщеря на Алберт II фон Грумбах, фогт фон Шлухтерн († 1241/1243). Брат е на Томас фон Ринек († 1291/1293) и на Елизабет фон Ринек (* ок. 1262; † 1299/1303), омъжена на 2 октомври 1272 г. за Улрих I фон Ханау.
През 1329 Лудвиг V опредяля дъщеря си Уделхилт за единствена наследничка.

## Фамилия
Първи брак: през 1299 г. с Анна фон Спонхайм-Кройцнах († 1311), дъщеря на граф Йохан I фон Спонхайм-Кройцнах († 1290) и Аделхайд фон Лайнинген-Ландек († 1296/1301). Те нямат деца.
Втори брак: пр. 16 април 1316 г. с Аделхайд фон Хоенлое-Вайкерсхайм († сл. 1340), вдовица на Конрад V фон Йотинген († 1313), дъщеря на граф Крафт I фон Хоенлое-Вайкерсхайм († 1312) и втората му съпруга Маргарета фон Труендинген († 1293/1294). Те имат три деца:
- Уделхилд фон Ринек, омъжена за граф Хайнрих III (IV) фон Монфор-Тетнанг († 1408)
- Аделхайд († сл. 1333)
- дете (* пр.1329; † пр. 1334)

Вдовицата му Аделхайд фон Хоенлое-Вайкерсхайм се омъжва трети път пр. 1 юни 1337 г. за Улрих II фон Хоенлое-Браунек-Халтенбергщетен († 1345).